# Josephine Beatrice Bowman

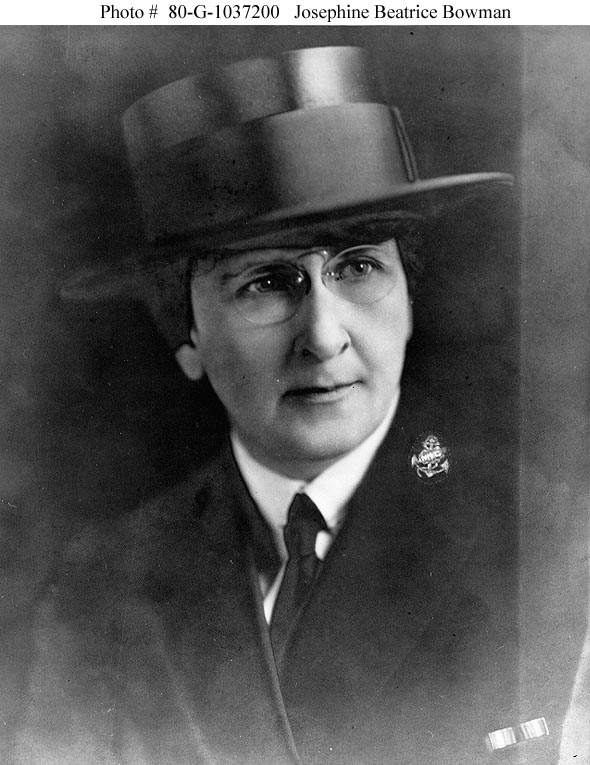
Josephine Beatrice Bowman

Josephine Beatrice Bowman (* 19. Dezember 1881 in Des Moines, Iowa; † 3. Januar 1971) war Superintendent des US Navy Nurse Corps der US Navy.
Bowman graduierte 1904 am Medico-Chirurgical Hospital in Philadelphia, Pennsylvania als Krankenschwester und ging anschließend zum American Red Cross Nursing Service. Im Jahre 1908 ging Bowmann zum gerade gegründeten US Navy Nurse Corps. Im Jahre 1911 wurde sie zur Chief Nurse ernannt.
Im Oktober 1914 verließ Bowman die Navy zeitweise, um in Großbritannien für das Rote Kreuz tätig sein zu können. Im Mai 1915 kehrte Bowman zurück zur Navy. Während des Ersten Weltkrieges diente Bowman als Chief Nurse im Naval Hospital in Great Lakes, Illinois und half zwischen 1918 und 1919 während der Spanischen Grippe.
1919 diente Bowman als erste Frau auf einem Kriegsschiff der Marine, der USS Relief (AH-1). Im Dezember 1922 wurde Bowman zur Superintendent Navy Nurse Corps ernannt und blieb dies bis zu ihrer Versetzung in den Ruhestand im Jahre 1935.
Bowman war die erste Superintendentin, die einen militärischen Rang erhielt. Bowman ging 1935 als Lieutenant Commander in den Ruhestand.
Am 3. Januar 1971 starb Josephine Beatrice Bowman im Alter von 89 Jahren und wurde auf dem Nationalfriedhof Arlington beigesetzt.